# 露地
露地又叫茶庭，是日本茶室周圍的庭園中通往茶室的小径。露地本来寫為「路地」，露地一詞首次出現在江户时代的茶書南方録中。露地最早出现于室町时代，在桃山时代形成固定的模式，江户时代時期兴盛。露地可分為內露地和外露地，外露地相較於內露地而言，種植的植物較少，光線也較充足。